# 譜久里武
譜久里 武（ふくざと たけし、1971年〈昭和46年〉1月12日 - ）は、日本のマスターズ陸上競技選手。40歳以上の日本人・アジア人で初めて100mを10秒台で走ったスプリンター。沖縄県久米島出身。
一般社団法人陸上クラブアスリート工房代表。沖縄県マスターズ陸上競技連盟理事長。沖縄大学客員教授を務めている。
身長185cm／体重80kg

## 経歴と人物

### 選手としての経歴
高校時代、陸上部の出場予定だった町の運動会の１００ｍに急遽代わりに出場。その時に１１秒４で走り優勝。陸上競技は大学生から本格的に始めたという。

#### 現役時代の成績
大学２年時に福岡県で開催された「とびうめ国体（成年Bクラス）」に出場、準決勝進出。
大学３年生から２９歳まで沖縄県で開催する県民体育大会では１００ｍと２００ｍで１０連覇、その間、１９９３年には東四国国体で１００ｍ５位入賞。日本選手権も２度出場、他九州選手権優勝、九州学生陸上優勝等。　

##### 自己ベスト
自己記録１００ｍ１０秒５１、２００ｍ２１秒４５。

##### 引退後の活動
３５歳で引退、引退後は９３キロとなりダイエットを開始。ダイエット中、４０歳で１００ｍを１０秒台で走る日本人が歴史上いないという事に気がつき、３７歳で再び陸上競技へ復帰、マスターズ陸上をはじめたという。　
マスターズ陸上では日本一、６０ｍ、１００ｍ、２００ｍ優勝。アジア大会も１００ｍで優勝。２０１１年　１００ｍにて１０秒８７の日本人として初の４０歳１００ｍ１０秒台を達成。
2013年に行われた世界マスターズ陸上においてM40クラス(40～44歳)男子100mで銀メダルを獲得、世界第2位。
2015年8月開催の世界マスターズ陸上フランスリヨン大会では、日本代表として4×100mリレーで金メダルを獲得、世界一となる(日本記録・アジア記録更新)。
その後、2016年10月の世界マスターズ陸上オーストラリアパース大会では日本代表として100mに出場し、世界第2位銀メダルを獲得。
2017年3月開催のマスターズ世界室内陸上競技大会(韓国)では日本代表として60mに出場し金メダルを獲得、世界一となる。
2018年8月開催の世界マスターズ陸上スペインマラガ大会では、4×100mリレーでタレントの武井壮・オリンピックメダリストの朝原宣治らと共に出場し、世界第1位金メダルを獲得。
個人でも同大会M45クラス男子100mで世界第3位銅メダルを獲得。
2019年12月開催のアジアマスターズ陸上(マレーシア)では、朝原宣治らと共に出場し、4×100mリレーで優勝、また43秒27の世界記録を20年ぶりに樹立。
現在は、一般社団法人アスリート工房の代表としてジュニアから一般、マスターズ世代そして身障者アスリートへ陸上競技を含めたスポーツの普及・競技力向上に取組む活動やスポーツ選手の就職支援活動を行っている。

#### 日本マスターズ保有記録
男子 4x100mR M45 43.27秒　48歳　2019年
男子 4x100mR M40 42.70秒　42歳　2015年
男子 4x100mR M30 41.96秒　44歳　2015年
男子 4x100mR M35 42.01秒　43歳 2014年
男子 60m M35 6.87秒　38歳　2009年

### 職歴
現 一般社団法人陸上クラブアスリート工房代表
現 沖縄県マスターズ陸上競技連盟理事長
現 沖縄大学客員教授
元 専門学校SOLA学園 教務長・副校長
元 (株)沖縄コールスタッフサービス 取締役社長
元 (株)求職者支援センター代表取締役社長